# Cain's Offering
Cain's Offering är ett finskt power metalband grundat 2009.

## Medlemmar
Nuvarande medlemmar
- Jani Hurula – trummor (2009–)
- Jani Liimatainen – gitarr, bakgrundssång, keyboard (2009–)
- Timo Kotipelto – sång (2009–)
- Jens Johansson – keyboard, piano (2014–)
- Jonas Kuhlberg – basgitarr (2014–)

Tidigare medlemmar
- Mikko Härkin – keyboard, piano (2009–2014)
- Jukka Koskinen – basgitarr (2009–2014)

## Diskografi
Studioalbum
- Gather the Faithful (2009)
- Stormcrow (2015)